# Fußball-Verbandspokal 2003/04
Über den Fußball-Verbandspokal 2003/04 wurden die Teilnehmer der 21 Landesverbände des DFB am DFB-Pokal 2004/05 ermittelt. Die Sieger der Verbandspokale waren zur Teilnahme an der ersten Runde des DFB-Pokals berechtigt. Die drei Landesverbände mit den meisten Herrenmannschaften im Spielbetrieb – Bayern, Niedersachsen und Westfalen – entsendeten zusätzlich jeweils den unterlegenen Finalisten. Somit qualifizierten sich 24 Amateurvereine über die Verbandspokale für den nationalen Pokalwettbewerb.

## Endspielergebnisse
Die Tabelle gibt eine Übersicht über die Verbandspokal-Endspiele der Saison 2003/04. Die Abkürzungen hinter den Vereinsnamen stehen für die Spielklassenzugehörigkeit der gleichen Saison: RL = Regionalliga, OL = Oberliga, VL = Verbandsliga, LL = Landesliga.
| Verbandspokal-Endspiele (Saison 2003/2004) |                               |                                     |                                    |                  |
| Verband | Pokal                         | Sieger                              | Finalist                           | Ergebnis         |
| Baden | BFV-Hoepfner-Cup              | TSG 1899 Hoffenheim (RL)            | VfR Mannheim (VL)                  | 1:0              |
| Bayern 1 | Bayerischer Toto-Pokal        | SSV Jahn Regensburg (Amateure) (OL) | TSV Aindling (OL)                  | 1:1, 6:5 i. E. 3 |
| Berlin | Paul-Rusch-Pokal              | Hertha BSC (Amateure) (OL)          | SV Yeşilyurt Berlin (OL)           | 3:0              |
| Brandenburg | Brandenburgischer Landespokal | SV Germania 90 Schöneiche (VL)      | FSV Optik Rathenow (OL)            | 1:0 n. V.        |
| Bremen | Lotto-Pokal                   | SV Werder Bremen (Amateure) (RL)    | FC Oberneuland (OL)                | 1:0              |
| Hamburg | ODDSET-Pokal                  | FC St. Pauli (RL)                   | ASV Bergedorf 85 (VL)              | 2:0              |
| Hessen | Hessen-Pokal                  | Kickers Offenbach (RL)              | SV Bernbach (OL)                   | 4:3 i. E.        |
| Mecklenburg-Vorpommern | Mecklenburg-Vorpommern-Pokal  | FC Schönberg 95 (OL)                | Torgelower SV Greif (VL)           | 2:1              |
| Mittelrhein | FVM-Pokal                     | 1. FC Köln (Amateure) (RL)          | SC Fortuna Köln (OL)               | 4:0              |
| Niederrhein | ARAG-Pokal                    | Rot-Weiss Essen (RL)                | Fortuna Düsseldorf 2 (OL)          | 2:0              |
| Niedersachsen 1 | NFV-Pokal                     | Eintracht Braunschweig (RL)         | Hannover 96 (Amateure) (OL)        | 2:2, 5:4 i. E. 3 |
| Rheinland | Bitburger-Rheinlandpokal      | TuS Mayen (OL)                      | SG 06 Betzdorf (OL)                | 2:0              |
| Saarland | Saarlandpokal                 | 1. FC Saarbrücken (RL)              | SV Elversberg (OL)                 | 3:1              |
| Sachsen | ODDSET-Pokal                  | VFC Plauen (OL)                     | Dynamo Dresden (RL)                | 1:0 n. V.        |
| Sachsen-Anhalt | ODDSET-Pokal                  | TSV Völpke (VL)                     | SV Dessau 05 (VL)                  | 3:2              |
| Schleswig-Holstein | SHFV-Lotto-Pokal              | VfR Neumünster (RL)                 | Itzehoer SV                        | 1:0              |
| Südbaden | SBFV-Rothaus-Pokal            | FC Teningen (VL)                    | FC Emmendingen (VL)                | 3:0              |
| Südwest | Bitburger-Verbandspokal       | 1. FSV Mainz 05 (Amateure) (RL)     | SV Alemannia Waldalgesheim (OL)    | 3:1              |
| Thüringen | ODDSET-Landespokal            | FC Carl Zeiss Jena (OL)             | FC Rot-Weiß Erfurt (Amateure) (LL) | 5:3 n. E.        |
| Westfalen 1 | Krombacher-Pokal              | SC Paderborn 07 (RL)                | SG Wattenscheid 09 (RL)            | 3:2              |
| Württemberg | wfv-Verbandspokal             | VfR Aalen (RL)                      | FSV 08 Bissingen (LL)              | 8:0              |
| 1 Aus den drei Landesverbänden mit den meisten Herrenmannschaften im Spielbetrieb (Bayern, Niedersachsen, Westfalen) nahm zusätzlich der unterlegene Pokalfinalist teil. 2 Da Rot-Weiss Essen als Meister der Regionalliga Nord bereits für den DFB-Pokal qualifiziert war, rückte Vizepokalsieger Fortuna Düsseldorf nach. 3 In Niedersachsen und Bayern gab es statt einer Verlängerung sofort nach Ablauf der regulären Spielzeit Elfmeterschießen |                               |                                     |                                    |                  |